# بوكي (وجبة خفيفة يابانية)

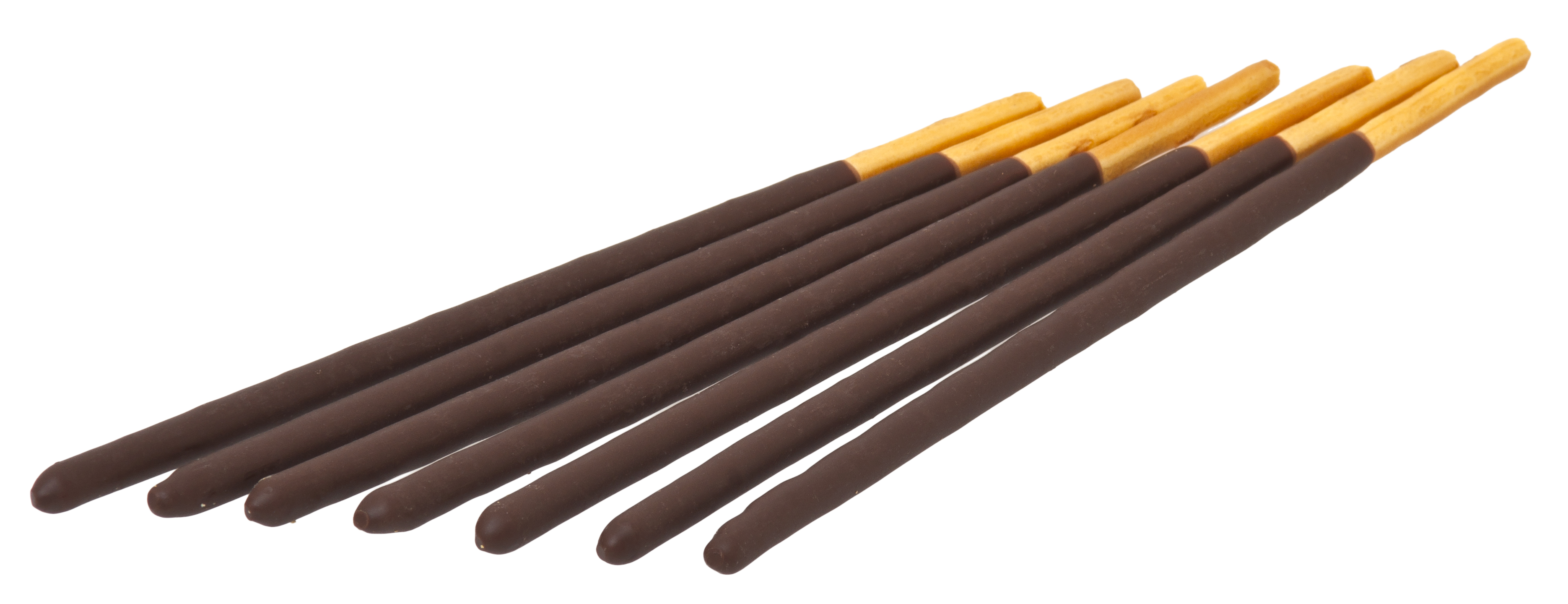
بوكي الأصلية

بوكي هي نوع من أنواع الوجبات الخفيفة اليابانية. إنها أعواد بسكويت مغطاة بالشوكولاتة . تم تصنيعها بواسطة شركة أيتساكي جليكو وتم بيعها لأول مرة في عام 1966. وجبة بوكي الخفيفة تأتي بالعديد من النكهات ومنها الشوكولاته, الفراولة واللوز وغيرها. تباع في أوروبا تحت اسم ميكادو.

## مواقع أخرى
- الموقع الرسمي باللغة اليابانية